# HD 176871
HD 176871 är en ensam stjärna belägen i den södra delen av stjärnbilden Lyran. Den har en skenbar magnitud av ca 5,69 och är svagt synlig för blotta ögat där ljusföroreningar ej förekommer. Baserat på parallax enligt Gaia Data Release 2 på ca 4,1 mas, beräknas den befinna sig på ett avstånd på ca 790 ljusår (ca 244 parsek) från solen. Den rör sig närmare solen med en heliocentrisk radialhastighet på ca -20 km/s.

## Egenskaper
HD 176871 är en vit till blå stjärna i huvudserien av spektralklass B5 V. Den har en massa som är ca 5,4 solmassor, en radie som är ca 3,7 solradier och har ca 233 gånger solens utstrålning av energi från dess fotosfär vid en effektiv temperatur av ca 10 500 K.